# جریان پدرسن
جریان پدرسن (انگلیسی: Pedersen current) یک جریان الکتریکی است که در جهت میدان الکتریکی اعمال شده در یک ماده رسانا تشکیل می‌شود، زمانی که این ماده تحت تأثیر همزمان یک میدان الکتریکی خارجی و یک میدان مغناطیسی خارجی قرار می‌گیرد. این جریان زمانی ایجاد می‌شود که حامل‌های بار در ماده رسانا با ذرات موجود در آن تقریباً با همان بسامدی که توسط میدان مغناطیسی القا می‌شود، برخورد می‌کنند. جریان پدرسن با رسانایی پدرسن مرتبط است که به میدان مغناطیسی اعمال شده و خواص ماده بستگی دارد.
جریان‌های پدرسن در یونوسفر سازوکار تولید مشابهی با جریان‌های هال دارند، شکل معادله مشابهی برای تعیین رسانایی دارند و مشخصات رسانایی و وابستگی رسانایی مشابهی به عوامل مختلف دارند. رسانایی‌های پدرسن و هال در طول روز یا در مناطق شفق قطبی در شب به حداکثر می‌رسند، زیرا به چگالی پلاسما بستگی دارند که به نوبه خود به یونش شفق قطبی یا خورشیدی بستگی دارد. رسانایی‌ها همچنین در طول چرخه خورشیدی حدود ۴۰ درصد تغییر می‌کنند و در حدود حداکثر خورشیدی به حداکثر رسانایی می‌رسند. رسانایی پدرسن در ارتفاع حدود ۱۲۵ کیلومتری در یونوسفر به حداکثر می‌رسد.

## تاریخچه
اولین عبارت برای رسانایی پدرسن توسط پدر اولوف پدرسن از دانمارک در کار خود در سال ۱۹۲۷ با عنوان «انتشار موج رادیویی در امتداد سطح زمین و در جو» فرموله شد، جایی که او اشاره کرد که میدان مغناطیسی زمین به این معنی است که رسانایی یونوسفر ناهمسان‌گرد است.

## توضیح فیزیکی

نمایش مسیر ذرات باردار با سرعت‌های اولیه که تحت تأثیر یک میدان مغناطیسی قرار می‌گیرند که به داخل کاغذ می‌رود، هم با (B) و هم بدون (A) میدان الکتریکی اعمال شده.

هنگامی که یک حامل بار متحرک در یک رسانا تحت تأثیر یک میدان مغناطیسی B قرار می‌گیرد، حامل نیرویی عمود بر جهت حرکت و میدان مغناطیسی را تجربه می‌کند که منجر به یک مسیر چرخشی می‌شود که در غیاب هر نیروی خارجی دیگری دایره‌ای است. هنگامی که یک میدان الکتریکی E علاوه بر میدان مغناطیسی و عمود بر آن میدان اعمال می‌شود، این حرکت چرخشی توسط میدان الکتریکی هدایت می‌شود و منجر به یک رانش خالص در جهت E×B در اطراف مرکز هدایت و عدم تحرک در جهت میدان الکتریکی می‌شود. حامل بار یک حرکت مارپیچی را تجربه می‌کند که در آن یک حامل بار در حالت سکون، طبق قانون کولن، حرکت را در جهت میدان الکتریکی به دست می‌آورد، سرعتی عمود بر میدان مغناطیسی پیدا می‌کند و متعاقباً به دلیل نیروی لورنتس در جهت v×B رانده می‌شود (همان‌طور که v در جهت E است، v×B در ابتدا در همان جهت E×B است). سپس حرکت به سمت عقب در برابر میدان الکتریکی نوسان می‌کند تا زمانی که دوباره به سرعت صفر در جهت میدان الکتریکی برسد، قبل از اینکه دوباره توسط میدان‌های الکتریکی و مغناطیسی هدایت شود و یک مسیر مارپیچی را تشکیل دهد. در نتیجه، در خلاء، هیچ جریان خالصی در جهت میدان الکتریکی ممکن نیست. به همین ترتیب، هنگامی که یک ماده متراکم با فرکانس بالای برخورد بین حامل‌های بار و محیط رسانا وجود دارد، تحرک بسیار کم است و حامل‌های بار اساساً ثابت هستند.
برای یک ذره با بار مثبت، در طول این مسیر مارپیچی، یک انحراف مثبت در توزیع مکان حامل بار در جهت میدان الکتریکی وجود دارد، به طوری که در هر نقطه از زمان، اندازه‌گیری مکان حامل بار به طور متوسط منجر به تغییر مثبت از موقعیت اصلی در جهت پتانسیل الکتریکی می‌شود. در طول برخورد با ذره دیگری در محیط، سرعت حامل بار در نقطه برخورد تصادفی می‌شود. این مکان برخورد احتمالاً یک تغییر مثبت در جهت میدان الکتریکی از مکان اصلی حامل بار است. پس از تصادفی شدن سرعت، حامل بار دوباره حرکت مارپیچی را از یک مکان اولیه متفاوت شروع می‌کند. به طور کلی، این منجر به یک حرکت حجمی در جهت میدان الکتریکی می‌شود به طوری که یک جریان می‌تواند جریان یابد، که به عنوان جریان پدرسن شناخته می‌شود، با رسانایی پدرسن مرتبط که به حداکثر می‌رسد زمانی که فرکانس برخوردها تقریباً برابر با بسامد چرخش باشد تا حامل‌های بار برای هر چرخش یک برخورد را تجربه کنند.
رسانایی پدرسن توسط معادله زیر تعیین می‌شود: 
{\displaystyle \mathbf {\sigma } _{P}={\frac {en_{e}}{B}}\left\{\sum _{i}C_{i}\left[{\frac {\nu _{in}/\omega _{i}}{1+(\nu _{in}^{2}/\omega _{i}^{2})}}\right]+{\frac {\nu _{e}/\omega _{e}}{1+(\nu _{e}^{2}/\omega _{e}^{2})}}\right\}}
که در آن چگالی الکترون ne است، B میدان مغناطیسی است، Ci غلظت یون برای یک گونه معین است، νin فرکانس برخورد بین گونه‌های یونی i و سایر ذرات است، ωi بسامد چرخشی (ژیروفرکانس) برای آن یون است، νe فرکانس برخورد برای الکترون است و ωe بسامد چرخشی الکترون است.
یک حامل بار منفی نیز یک رانش مشابه را در جهت E×B تجربه می‌کند، اما در جهت مخالف یک حامل بار مثبت حرکت می‌کند، و تحت حرکت مارپیچی قرار می‌گیرد به طوری که یک انحراف منفی خالص در توزیع موقعیت از موقعیت اصلی در طول چرخش وجود دارد، و از آنجایی که این ذرات دارای بار منفی هستند، سهم مثبتی در جریان پدرسن نیز خواهند داشت. 

## نقش در یونوسفر

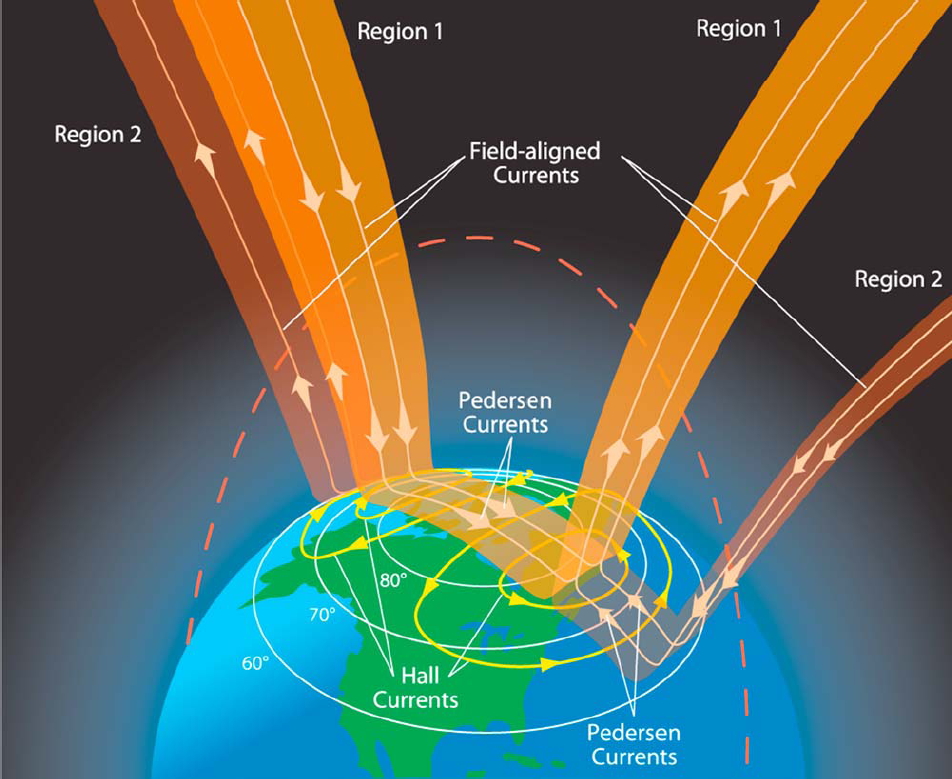
شکل نشان دهنده نقش جریان‌های پدرسن در یونوسفر در مناطق قطبی

جریان‌های پدرسن نقش مهمی در یونوسفر، به ویژه در مناطق قطبی زمین دارند. در ناحیه دینام یونسفر در نزدیکی قطب‌ها، چگالی یون به اندازه کافی کم و میدان مغناطیسی به اندازه کافی بالا است که بسامد برخورد با بسامد چرخش قابل مقایسه باشد و میدان مغناطیسی زمین به دلیل شیب زیاد میدان در نزدیکی قطب‌ها، مؤلفه بزرگی عمود بر میدان الکتریکی افقی دارد. در نتیجه، جریان‌های پدرسن سازوکار مهمی برای حرکت حامل‌های بار هستند. بزرگی جریان پدرسن، نیروی پسار روی پلاسمای یونوسفر را به دلیل برخوردهای یون و خنثی متعادل می‌کند.
جریان‌های پدرسن در یونوسفر، سازوکار تولید مشابهی با اثر هال دارند، شکل معادله مشابهی برای تعیین رسانایی دارند و مشخصات رسانایی و وابستگی رسانایی مشابهی به عوامل مختلف دارند. رسانایی‌های پدرسن و هال در طول روز یا در مناطق شفق قطبی در شب به حداکثر می‌رسند، زیرا به چگالی پلاسما بستگی دارند که به نوبه خود به یونش شفق قطبی یا خورشیدی بستگی دارد. رسانایی‌ها همچنین در طول چرخه خورشیدی حدود ۴۰ درصد تغییر می‌کنند و در حدود بیشینه خورشیدی به حداکثر رسانایی می‌رسند.
رسانایی پدرسن در ارتفاع حدود ۱۲۵ کیلومتری در یونوسفر به حداکثر می‌رسد.
جریان‌های پدرسن بین لایه‌های جریان بیرکلند منطقه ۱ و منطقه ۲ جریان می‌یابند (به شکل مراجعه کنید)، مدار جریان بار را از طریق یونوسفر کامل می‌کنند (در یک زمان محلی معین، یک منطقه شامل جریان ورودی به یونوسفر در امتداد خطوط میدان ژئومغناطیسی است و منطقه دیگر شامل جریان خروجی از یونوسفر است) همچنین یک جریان پدرسن وجود دارد که از سمت سپیده دم (زمان محلی ۶:۰۰) به سمت غروب (زمان محلی ۱۸:۰۰) از صفحه جریان منطقه ۱ در سراسر قطب جریان می‌یابد.
همچنین نشان داده شده است که الکترون‌ها جریان‌های پدرسن را در یون‌کره یونوسفر حمل می‌کنند.

### گرمایش ژول
گرمایش ژول یونوسفر، منبع اصلی اتلاف انرژی از مغناطیس‌سپهر، از طریق رابطه زیر ارتباط نزدیکی با رسانایی پدرسن دارد:
{\displaystyle q_{J}=\mathbf {\sigma } _{P}(E-U_{n}\times B)^{2}}
که در آن qJ گرمایش ژول در واحد حجم است، σP رسانایی پدرسن، E و B میدان‌های الکتریکی و مغناطیسی هستند و Un سرعت باد خنثی است.